# Erik Friis
Erik Friis (23 de janeiro de 1916 — 11 de outubro de 1983) foi um ciclista dinamarquês que representou o seu país nos Jogos Olímpicos de Verão de 1936.